# Överkroppskamel
En överkroppskamel är en rörelse inom balett, som utförs med magen.
Lite förenklat inkluderar den att skjuta fram bröstet och magen, efterföljt av att skjuta in bröstet och magen.